# Anomalon rufiventris
Anomalon rufiventris là một loài tò vò trong họ Ichneumonidae.